# 東京都内少年連続ひったくり事件
東京都内少年連続ひったくり事件（とうきょうとないれんぞくひったくりじけん）とは、2009年に2人の少年がひったくりなどを4件行った事件である。

## 概要
2009年に東京都で4件のひったくりなどの事件が相次いだ。この事件で警察は、少年ら二人を強盗致傷、窃盗、詐欺の罪で逮捕した。2009年2月に東大和市で女性から現金4000円などが入ったバッグをひったくったこと、同年3月に日野市において女性を突き飛ばして全治4か月の重傷を負わせたうえに現金3000円入りのバッグを奪ったこと、さらに同月には多摩市で女性から17万円入りのバッグを奪ったこと、この女性から盗んだクレジットカードを使って量販店でブレスレッド（約9万6000円相当）のバッグを盗んだことの4つの罪で強盗致傷、窃盗、詐欺の罪で主犯とみられる少年を起訴した。

## 裁判経過
2010年6月9日、東京地裁立川支部（福崎伸一郎裁判長）で裁判員裁判判決公判が開かれ、主犯の少年と見られていた被告について詐欺罪について無罪にし、強盗致傷罪についても窃盗罪に切り替え、懲役3年・保護観察つき執行猶予4年（求刑・懲役7年）の判決を言い渡した。判決ではブレスレットについては実際にだまし取ったのは別の少年で、被告らが写っている防犯ビデオにも画像が断片的で言動を確認できないこと、録音可能にもかかわらず音声が証拠化されていないことをあげて、詐欺罪について無罪とした。全治4か月の重傷を負わせたことについては、捜査段階での自白は共犯の少年をかばっていた可能性があり、実行役ではなかった可能性があるとして信用性を否定して強盗致傷罪を適用しなかった。他の窃盗については起訴内容を認めて有罪判決とした。
判決後、裁判員が会見に応じ、「警察の捜査が粗く、検察の詰めも甘かった」「確保できたはずの証拠が確保されていない。私たちは与えられたもので判断するしかない」と話した。
この判決に対して検察は6月23日までに控訴を断念、弁護側も控訴しなかったため、6月24日午前0時をもって一部を無罪とした判決が確定。一部を含めて裁判員裁判の無罪が確定したのはこの事件が初。